# Таврия (футбольный клуб, Новотроицкое)
«Та́врия» (укр. Таврія) — украинский футбольный клуб, из поселка городского типа Новотроицкое Херсонской области. Домашние матчи проводил на местном стадионе «Старт» имени Александра Пуляева

## История
Годом основания клуба считается 1936. Первоначально команда участвовала в соревнованиях местного уровня. Первым достижением новотроицкого футбола стала победа команды под названием «Молния» в Кубке Херсонской области в 1951 году. В 1962 году этот успех повторил новотроицкий «Колхозник», который в том же году также стал победителем республиканского первенства одноимённого спортивного общества. Тогда же новотроицкая команда дебютировала в соревнованиях всеукраинского уровня, приняв участие в кубке Украинской ССР среди КФК. С 1963 года клуб участвовал в областных турнирах под названием «Таврия», однако особых успехов не добивался до 1990 года, когда впервые стал чемпионом области и принял участие в чемпионате УССР среди КФК
С обретением Украиной независимости, команда приняла участие в первом чемпионате страны среди коллективов физкультуры, где заняла второе место в своей группе, уступив только судакскому «Сурожу». Также, в 1992 году «Таврия» сделала «золотой дубль» в областных соревнованиях, выиграв чемпионат и кубок Херсонщины, что дало ей право на участие в Кубке Украины, где команда на стадии 1/64 финала уступила никопольскому «Металлургу» в дополнительное время. В следующем сезоне клуб стал победителем своей группы любительского чемпионата страны и получил право выступать в третьей лиге чемпионата Украины. Дебютную игру на профессиональном уровне команда провела 14 августа 1994 года, в Мироновке уступив местной «Ниве» со счетом 3:0. В течение всего сезона тренером «Таврии» был Евгений Чижик. По итогам чемпионата команда заняла 17-е место в турнирной таблице, чего оказалось недостаточно для того, чтобы остаться в профессиональных соревнованиях, поэтому клуб продолжил выступления на областном уровне.
После лишения профессионального статуса команда неоднократно становилась чемпионом и обладателем кубка Херсонской области, а также несколько раз участвовала в любительском кубке Украины. В 2013 году «Таврия» снова сделала «золотой дубль» на областном уровне, однако вскоре после этого команда была расформирована в связи с отсутствием финансирования. В 2017 году клуб был возрождён благодаря спонсорству местного фермерского предприятия «Агробизнес». Его руководитель, депутат херсонского облсовета Эдуард Репилевский, стал президентом клуба. Уже в 2018 году команда была заявлена для участия в любительском чемпионате Украины, где дошла до четвертьфинала, повторив это достижение в следующем сезоне. В 2020 году клуб был объединён с симферопольской «Таврией», после аннексии Крыма Россией базировавшейся в Херсонской области. Игроки и персонал команды перешли в симферопольский клуб, а новотроицкий коллектив был расформирован

## Достижения
- Чемпионат Херсонской области
  - Победитель (8): 1990, 1992, 1993, 1994, 1996, 2011, 2013, 2019
- Кубок Херсонской области
  - Обладатель (9): 1951, 1962, 1992, 1994, 1997, 1998, 2001, 2010, 2013, 2020
- Любительский чемпионат Украины
  - Победитель: 1993/94 (зона 6)
  - Серебряный призёр: 1992/93 (зона 6)

## Статистика
| Сезон   | Дивизион            | Место в чемпионате | И             | В             | Н             | П             | ГЗ            | ГП            | О             | Кубок Украины |
| ------- | ------------------- | ------------------ | ------------- | ------------- | ------------- | ------------- | ------------- | ------------- | ------------- | ------------- |
| 1992/93 | Не участвовал       | Не участвовал      | Не участвовал | Не участвовал | Не участвовал | Не участвовал | Не участвовал | Не участвовал | Не участвовал | 1/64 финала   |
| 1994/95 | Третья лига Украины | 17 из 22           | 42            | 14            | 4             | 24            | 37            | 79            | 46            | 1/64 финала   |